# Lycianthes minutipila
Lycianthes minutipila är en potatisväxtart som beskrevs av Friedrich August Georg Bitter. Lycianthes minutipila ingår i Himmelsögonsläktet som ingår i familjen potatisväxter. Inga underarter finns listade i Catalogue of Life.